# Edvige di Nordgau

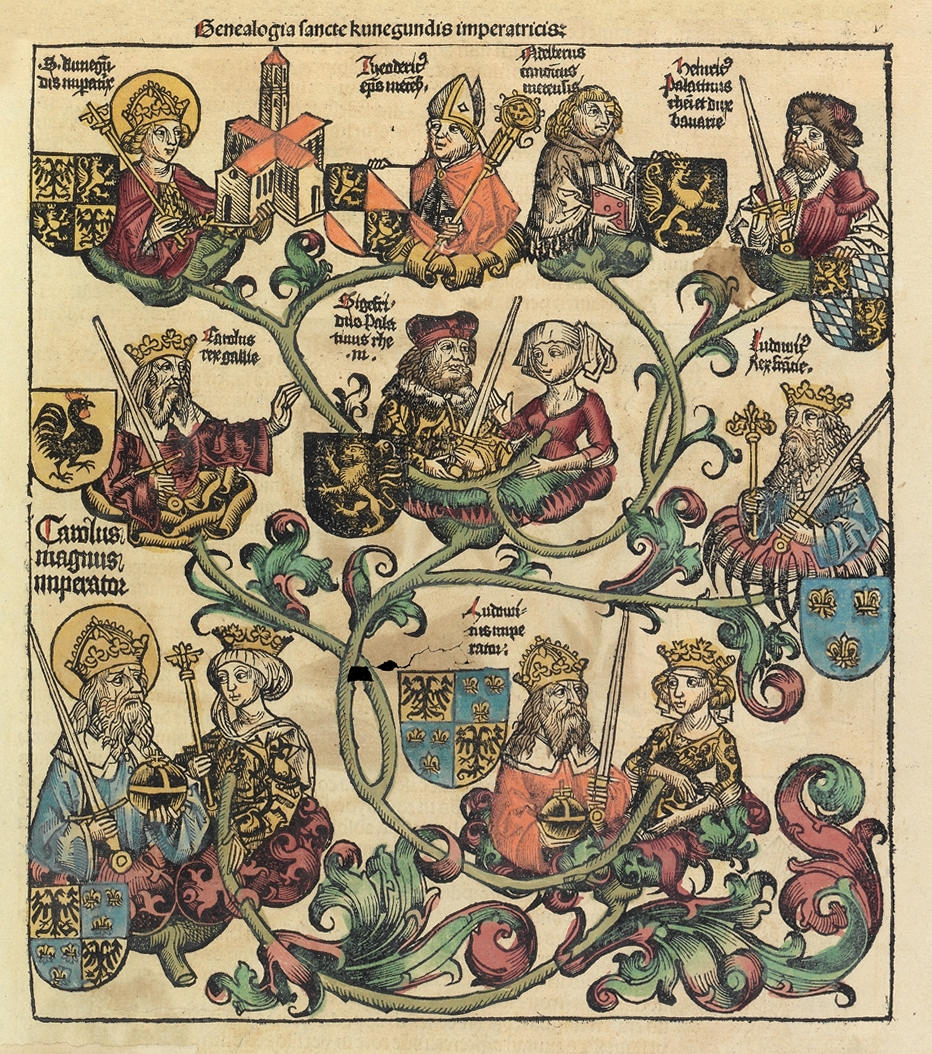
Parte di una scansione di un documento storico intitolato: Cronache di Norimberga

Edvige di Nordgau (922 – 13 dicembre dopo il 993) è stata una nobildonna lussemburghese; contessa consorte di Moselgau e delle Ardenne, è considerata la prima contessa consorte di Lussemburgo.

## Origine
Era di origini Sassoni, ma la sua discendenza non è nota con certezza. Alcune fonti la indicano come la figlia del conte Eberardo IV di Nordgau e di Luitgarda di Lotaringia. Altri sostengono che era collegata alla famiglia di Ottone I di Sassonia. Descritta anche lei come "santa", Edvige di Nordgau era la madre di santa Cunegonda di Lussemburgo, settima di undici figli dal suo matrimonio con Sigifredo.

## Biografia
Intorno al 950, Edvige era stata data in moglie al primo conte di Lussemburgo e fondatore del Paese, Sigfrido di Lussemburgo, la cui paternità non è sicura: secondo alcune fonti era figlio del Conte di Bidgau, Vigerico, di cui non si conoscono gli ascendenti, che divenne Conte palatino di Lotaringia con Carlo III il Semplice, e di Cunegonda (figlia di Ermetrude, a sua volta, secondo la Genealogiae Comitum Flandriae, figlia del re dei Franchi occidentali, Luigi II il Balbo).
Sigfrido, figlio sicuramente di Cunegonda da parte materna era discendente di Carlo Magno (alla sesta generazione).
Per la paternità alcuni lo considerano figlio del secondo marito di Cunegonda, Ricwin di Verdun, mentre altri ancora, lo considerano figlio di un eventuale terzo marito di Cunegonda di cui non si conoscono né il nome né gli ascendenti.
Comunque la vicinanza con Vigerico di Bidgau ci fu, in quanto il futuro papa Gerberto di Aurillac, nella lettera n° XXXV delle Gerberti Epistolae, cita (Godefridum, patruumque eius Sigifridum) Sigfrido come zio paterno di Goffredo I di Verdun, nipote di Vigerico di Bidgau (Vigerico era il nonno).
Il matrimonio viene confermato da due documenti del Mittelrheinisches Urkundenbuch I: il primo è il n° 220, del 964, in cui Sigfrido cita la moglie assieme al figlio primogenito, Enrico (coniunx mea Hadewige, filiusque noster Henricus); il secondo è il n° 268, inerente ad una donazione, datata 993, in cui Sigfrido si cita insieme alla moglie (cum coniuge mea Hadewihe).
Edvige morì dopo il 993 e secondo la Vitæ Heinrici et Cunegundis Imperatores, morì il 13 dicembre (Idus Decembris domina Hedewich comitissa, mater Chunigundis imperatricis, obiit).

## Figli
Sigfrido da Edvige ebbe 11 figli:
- Enrico[11] (prima del 964 - 1026), Conte di Lussemburgo e Duca di Baviera;
- Sigfrido († dopo il 985), il futuro papa Gerberto di Aurillac, nel 985, gli indirizzò la lettera n° XXXIV delle Gerberti Epistolae, (Sigifrido comitis filio)[16];
- Federico (circa 965 - 1019),  conte di Moselgau[17], sposato con Ermentrude di Gleiberg, figlia di Eriberto I, conte di Gleiberg e Ermentrude (Imizi) e padre dei conti di Lussemburgo Enrico II e Giselberto;
- Teodorico († 1047), vescovo di Metz[18];
- Adalberto († dopo il 1037), canonico di Treviri[18]
- una figlia, citata come sorella di Cunegonda e madre di Oda[13]sposata col conte Thietmar[19]
- Gisleberto[17] († a Pavia 1004);
- Cunegonda, sposata con Enrico II, imperatore del Sacro Romano Impero, come ci viene confermato dal Rodulfi Glabri, Historiarum Libri Quinque[20]
- Eve († 1040), sposata con Gerard, conte di Metz;
- Ermentrude, badessa;
- Luitgarda (965/70 – 14 maggio dopo il 1005), che, secondo gli Annales Egmundani, nel 980, alla presenza dell'Imperatore del Sacro Romano Impero, Ottone II di Sassonia, fu data in sposa all'erede della contea d'Olanda, Arnolfo d'Olanda[21].

### Fonti primarie
- (LA)  Recueil des historiens des Gaules et de la France. Tome 9.
- (LA)  Monumenta Germaniae Historica, Scriptores, tomus IX.
- (LA)  Monumenta Germaniae Historica, Scriptores, tomus IV.
- (LA)  Monumenta Germaniae Historica, Scriptores, tomus V.
- (LA)  Monumenta Germaniae Historica, Scriptores, tomus VII.
- (LA)  Monumenta Germaniae Historica, Scriptores, tomus XVI.
- (LA)  Mittelrheinisches Urkundenbuch, I.

### Letteratura storiografica
- (EN) Butler, Alban; Thurston, Herbert; and Attwater, Donald (1956). Butler's Lives of the Saints, Volume 1, 2nd Edition. P. J. Kenedy and Sons.
- (DE) Fuchs, Rüdiger (2006). Die Inschriften der Stadt Trier I (bis 1500). Reichert. ISBN 3-89500-555-X (DE)
- (EN) Holböck, Ferdinand (2002). Married Saints and Blesseds: Through the Centuries. Ignatius Press, p. 134. ISBN 0-89870-843-5
- (EN) Stuart, Roderick W. (1995). Royalty for commoners, 2nd Edition. Genealogical Publishing Company, pp. 156 and 171. ISBN 0-8063-1486-9